# Laitakari (ö i Finland, Norra Österbotten, lat 65,22, long 25,27)
Laitakari är en ö i Finland. Den ligger i Bottenviken och i kommunen Uleåborg i landskapet Norra Österbotten, i den norra delen av landet. Ön ligger omkring 26 kilometer norr om Uleåborg och omkring 560 kilometer norr om Helsingfors.
Öns area är 87,2 hektar och dess största längd är 1,6 kilometer i nord-sydlig riktning.